# Allassogonoporus vespertillionis
Allassogonoporus vespertillionis är en plattmaskart. Allassogonoporus vespertillionis ingår i släktet Allassogonoporus och familjen Allassogonoporidae. Inga underarter finns listade i Catalogue of Life.